# Südzucker
Südzucker AG — немецкая корпорация, является крупнейшим в Европе производителем сахара и других углеводов (сахароза, фруктоза). Штаб-квартира находится в Мангейме, Германия.

## История
В 1747 году немецкий химик Андреас Сигизмунд Маргграф открыл наличие сахара в корнеплодах свёклы. В 1802 году был построен первый в Германии завод по получению сахара из свёклы, в период с 1836 по 1856 год их открылось ещё более десятка. 15 марта 1926 года несколько компаний по управлению сахарными заводами объединились в компанию Süddeutsche Zucker («Южнонемецкий сахар»). На момент объединения на заводах компании работало 6200 человек, производилось 1,3 млн т сахара в год. Была проведена модернизация заводов, производство сахара было увеличено до 2,25 млн т в год. Но в начале 1930-х годов мировой рынок сахара столкнулся с кризисом перепроизводства, компания начала нести убытки, пришлось закрыть несколько заводов и расширять интересы в смежные отрасли.
После Второй мировой войны 71 % полей сахарной свёклы оказались в ГДР, соответственно ФРГ, где базировалась Südzucker пришлось импортировать сахар-сырец, в основном с Кубы. В начале 1950-х годов площади под сахарной свёклой в ФРГ были расширены, в 1952 году начал работу новый крупный сахарный завод; в то же время основным акционером Südzucker стало объединение фермеров, выращивавших сахарную свёклу.
В начале 1970-х годов Südzucker столкнулась с ростом конкуренции со стороны производителей сахара в других странах Европейского экономического сообщества. К 1986 году в ФРГ было закрыто 20 % сахарных заводов. В 1983 году Südzucker приняла участие в создании агропромышленного холдинга (Agrar-Industrie-Holding GmbH), который начал собирать доли в различных компаниях пищевой промышленности, в частности в производителях мороженого. В 1988 году был поглощён основной конкурент на сахарном рынке ФРГ, Zuckerfabrik Franken. В 1990 году были приобретены 13 сахарных заводов в Восточной Германии, однако 8 из них пришлось закрыть как неэффективные, а остальные 5 были модернизированы, один новый был открыт в 1993 году в Цайце.
Кроме ГДР компания в начале 1990-х годов начала расширять деятельность и в другие страны Европы. В 1990 году были куплены бельгийская компания Raffinerie Tirlemontoise и австрийская группа AGRANA, которая производила сахар и крахмал в Австрии и Венгрии. Также в этот период компания начала производство подсластителя изомальтита. В 1994 году производство мороженого и других замороженных продуктов было объединено в дочернюю компанию Schóller Holding. В 1996 году была куплена компания Freiberger, крупнейший в Европе производитель замороженной пиццы.
В 2001 году была куплена французская компания Saint Louis Sucre. В 2003 году были приобретены 14 сахарных заводов в Польше. В 2005 году в Цайце было начато производство биоэтанола.

## Деятельность
Подразделения по состоянию на 2022 год:
- сахар — 34 % выручки;
- специальные продукты — 23 % выручки, включает
  - BENEO — переработка сельскохозяйственной продукции,
  - Freiberger Group — производство охлаждённой и замороженной пиццы и других блюд и закусок,
  - PortionPack — расфасовка продуктов;
- фрукты — производство фруктовых консервов и концентратов фруктовых соков, 16 % выручки;
- CropEnergies — производство биоэтанола в Германии, Бельгии и Франции, 15 % выручки;
- крахмал — производство крахмала в Венгрии, Румынии и Австрии, а также биоэтанола в Венгрии и Австрии, 13 % выручки.

Основными странами и регионами по доле в выручке за 2022 году были Германия (22 %), Франция (8 %), Австрия (8 %), Бельгия (5 %), Польша (3 %), другие страны Евросоюза (23 %), Великобритания (10 %), США (10 %).